# Fußball-Europameisterschaft der Frauen 2022/Italien
Dieser Artikel behandelt die italienische Nationalmannschaft bei der Fußball-Europameisterschaft der Frauen 2022 in England. Italien konnte sich als einzige Mannschaft für alle Endrunden qualifizieren, für die EM 2022 aber aufgrund von Spielverschiebungen wegen der COVID-19-Pandemie als letzte direkt qualifizierte Mannschaft. Bei der Endrunde schieden die Italienerinnen nach zwei Niederlagen und einem Remis als Gruppenletzte aus.

## Qualifikation
Italien wurde für die Qualifikation in Gruppe B gelost und traf dabei auf Dänemark, Bosnien-Herzegowina, Israel, Malta und Georgien. Die Italienerinnen begannen nach dem Viertelfinalaus bei der WM 2019 gegen Europameister Niederlande die Qualifikation im Spätsommer mit drei Auswärtsspielen. Dabei gerieten sie im ersten Spiel in Israel zunächst in Rückstand, konnten das Spiel dann aber drehen und knapp mit 3:2 gewinnen. Auch in Georgien kamen sie nur zu einem knappen 1:0-Sieg. Auf Malta und im ersten Heimspiel gegen Bosnien-Herzegowina gelang dann ein Tor mehr. Das Jahr 2019 schlossen sie dann mit zwei hohen Siegen ab. Beim Algarve-Cup 2020, der auch zur Vorbereitung auf die nächsten Qualifikationsspiele dienen sollte, erreichten sie das Finale gegen Deutschland, aber dann erreichte die COVID-19-Pandemie Italien und die Italienerinnen mussten auf das Finale verzichten, um noch rechtzeitig heimzureisen. Im April 2020 sollte es dann eigentlich mit der Qualifikation weitergehen. Die Pandemie warf den Spielplan aber durcheinander, so dass es erst im September – nun aber ohne Zuschauer – weiterging. Unbeeindruckt von der langen Pause ließen sie dann einen weiteren Sieg ohne Gegentor folgen, wodurch ihnen schon mindestens Platz 2 in der Gruppe sicher war, ehe sie zum ersten Spiel auf die ebenfalls noch verlustpunktfreien Däninnen trafen. Die Italienerinnen, die seit 5 Jahren kein Heimspiel mehr verloren hatten, verloren aber daheim mit 1:3 und konnten anschließend in Dänemark nur ein torloses Remis erreichen. Damit benötigten sie im letzten Spiel gegen Israel mindestens einen Sieg mit zwei Toren Differenz, um sich als einer der drei besten Gruppenzweiten direkt für die Endrunde zu qualifizieren. Wegen der Pandemie wurde das Spiel in den Februar 2021 verschoben und war das letzte ausgetragene Spiel der regulären Qualifikation. Bereits nach fünf Minuten führten die Italienerinnen mit 2:0, womit sie qualifiziert waren und beendeten das Spiel mit 12:0 Toren, wodurch sie dann sogar beste Gruppenzweite waren.
Insgesamt wurden in den zehn Spielen 29 Spielerinnen eingesetzt. Alle zehn Spiele machten Elisa Bartoli, Cristiana Girelli und Torhüterin Laura Giuliani mit. Je neun Einsätze hatten Martina Rosucci, Valentina Cernoia und Manuela Giugliano, die einmal zwangsweise nach einer Gelb-Roten Karte pausieren musste. Ihre ersten Einsätze in der Nationalmannschaft hatten Sofia Cantore (eingewechselt in der 90. Minute beim 0:0 gegen Dänemark), Lucia Di Guglielmo (eingewechselt im letzten Spiel gegen Israel), Giada Greggi (eingewechselt im ersten Spiel gegen Bosnien-Herzegowina), Gloria Marinelli (im ersten Spiel gegen Malta zur zweiten Halbzeit eingewechselt), Deborah Salvatori Rinaldi (im zweiten Spiel gegen Georgien eingewechselt), Alice Tortelli (für 90 Minuten im zweiten Spiel gegen Bosnien-Herzegowina).
Beste Torschützin war Cristiana Girelli mit neun Toren, gefolgt von Daniela Sabatino mit 5 und Valentina Giacinti mit vier Toren. Insgesamt konnten 14 Spielerinnen mindestens ein Tor beitragen, hinzu kam ein Eigentor einer Israelin im letzten Spiel.

### Tabelle
| Pl. | Land                    | Sp. | S | U | N  | Tore    | Diff. | Punkte |
| --- | ----------------------- | --- | - | - | -- | ------- | ----- | ------ |
| 1.  | Dänemark                | 10  | 9 | 1 | 0  | 048:100 | +47   | 28     |
| 2.  | Italien                 | 10  | 8 | 1 | 1  | 037:500 | +32   | 25     |
| 3.  | Bosnien und Herzegowina | 10  | 6 | 0 | 4  | 019:170 | +2    | 18     |
| 4.  | Malta                   | 10  | 3 | 1 | 6  | 011:300 | −19   | 10     |
| 5.  | Israel                  | 10  | 2 | 1 | 7  | 010:300 | −20   | 07     |
| 6.  | Georgien                | 10  | 0 | 0 | 10 | 003:450 | −42   | 0      |

| Datum      | Spielort         | Gegner              | Ergebnis   | Torschützinnen für Italien |
| ---------- | ---------------- | ------------------- | ---------- | --- |
| 29.08.2019 | Ramat Gan        | Israel              | 03:2 (1:1) | Cristiana Girelli (45.+2), Elisa Bartoli (64.), Valentina Giacinti (71.) |
| 03.09.2019 | Tiflis           | Georgien            | 01:0 (1:0) | Girelli (24.) |
| 04.10.2019 | Ta’ Qali         | Malta               | 02:0 (0:0) | Bartoli (68.), Girelli (90.+2/Elfm.) |
| 08.10.2019 | Palermo          | Bosnien-Herzegowina | 02:0 (2:0) | Girelli (3.), Manuela Giugliano (28.) |
| 08.11.2019 | Benevento        | Georgien            | 06:0 (5:0) | Elena Linari (10.), Alia Guagni (25.), Girelli (27.), Daniela Sabatino (32., 45.+1), Martina Rosucci (52.)                                                                                         |
| 12.11.2019 | Castel di Sangro | Malta               | 05:0 (4:0) | Valentina Cernoia (27., 37.), Sabatino (42.), Giugliano (45.), Giada Greggi (90.+3) |
| 22.09.2020 | Zenica           | Bosnien-Herzegowina | 05:0 (2:0) | Aurora Galli (18.), Girelli (39., 55./Elfm., 64./Elfm.), Linari (87.) |
| 27.10.2020 | Empoli           | Dänemark            | 01:3 (0:2) | Giacinti (60.) |
| 01.12.2020 | Viborg           | Dänemark            | 00:0       | |
| 24.02.2021 | Florenz          | Israel              | 12:0 (7:0) | Giacinti (3., 13.), Bonansea (5., 81.), Shani David (19./Eigentor), Girelli (30.), Cecilia Salvai (44.), Rosucci (45.+1/Elfm.), Sabatino (55./Elfm., 70.), Arianna Caruso (67.), Giugliano (90.+1) |

## Vorbereitung
Zwischen dem Ende der Qualifikation und dem Beginn der EM-Endrunde liegen diesmal aufgrund der Verschiebung der Endrunde aufgrund der COVID-19-Pandemie knapp 19 Monate. In diese Zeit fiel der Beginn der Qualifikation für die WM 2023, die nach der EM abgeschlossen wird.
Im Jahr der EM-Endrunde fanden bisher folgende Spiele statt, bzw. sind geplant:
| Datum      | Ergebnis       | Gegner   | Austragungsort   | Anlass                  | Italienische Torschützinnen                                                                         |
| 16.02.2022 | 1:0            | Dänemark | Lagos            | Algarve-Cup 2022        | Barbara Bonansea                                                                                    |
| 20.02.2022 | 2:1            | Norwegen | Faro/Loulé       | Algarve-Cup 2022        | Arianna Caruso, Valentina Giacinti                                                                  |
| 23.02.2022 | 1:1; 5:6 i. E. | Schweden | Lagos            | Algarve-Cup 2022 Finale | Valentina Giacinti                                                                                  |
| 08.04.2022 | 7:0            | Litauen  | Parma            | WM-Qualifikation        | Valentina Bergamaschi (2), Arianna Caruso (2), Tatiana Bonetti, Valentina Cernoia, Daniela Sabatino |
| 12.04.2022 | 1:0            | Schweiz  | Thun (CHE)       | WM-Qualifikation        | Cristiana Girelli                                                                                   |
| 01.07.2022 | 1:1            | Spanien  | Castel di Sangro | Freundschaftsspiel      | Valentina Bergamaschi                                                                               |

Anmerkung: Die kursiv gesetzte Mannschaft ist nicht für die EM qualifiziert.

## Kader
Für die EM-Vorbereitung wurden 29 Spielerinnen nominiert, wobei einige Spielerinnen von Juventus und AS Rom, die am 22. Mai im Pokalfinale standen, noch nicht berücksichtigt wurden. Am 3. Juni wurde der Kader neu zusammengestellt, wobei Torhüterin Rachele Baldi, die Abwehrspielerinnen Federica Cafferata, Alia Guagni, Beatrice Merlo, Emma Severini, Alice Tortelli, die Mittelfeldspielerinnen Melissa Bellucci, Michela Catena, Benedetta Glionna, Marta Mascarello, Marta Pandini und die Angreiferinnen Nicole Arcangeli, Tatiana Bonetti, Gloria Marinelli, Margherita Monnecchi sowie Elisa Polli herausfielen. Am 17. Juni wurde Chiara Robustellini durch Martina Lenzini ersetzt, die eine Verletzung überwunden hat. Zudem fielen Anastasia Ferrara (Mittelfeld) und Chiara Beccari (Angriff) heraus. Am 26. Juni wurde die Liste der 23 Spielerinnen, die nach England fliegen werden, offiziell bekannt gegeben. Nicht berücksichtigt wurden Torhüterin Roberta Aprile, die Abwehrspielerin Angelica Soffia, die Mittelfeldspielerin Giada Greggi und die Angreiferin Annamaria Serturini.
| Nr. * | Spielerin             | Geburts- datum | Debüt | Verein *           | Länder- spiele *** | Länder- spieltore *** | Letzter Einsatz | EM-Spiele / -Tore ****   | EM 2022 | EM 2022 | EM 2022     | EM 2022         | EM 2022    |
| Nr. * | Spielerin             | Geburts- datum | Debüt | Verein *           | Länder- spiele *** | Länder- spieltore *** | Letzter Einsatz | EM-Spiele / -Tore ****   | Sp.     | Tor     | Gelbe Karte | Gelb-Rote Karte | Rote Karte |
| Tor | Tor                   | Tor            | Tor   | Tor                | Tor                | Tor                   | Tor             | Tor                      | Tor     | Tor     | Tor         | Tor             | Tor        |
| --- | --------------------- | -------------- | ----- | ------------------ | ------------------ | --------------------- | --------------- | ------------------------ | ------- | ------- | ----------- | --------------- | ---------- |
| 22 | Francesca Durante     | 12.02.1997     | 2021  | Inter Mailand      | 3                  | 0                     | 20.02.2022      |                          |         |         |             |                 |            |
| 1 | Laura Giuliani        | 05.06.1993     | 2014  | AC Mailand         | 66                 | 0                     | 01.07.2022      | 2 / 0 (2017)             | 3       |         |             |                 |            |
| 12 | Katja Schroffenegger  | 28.04.1991     | 2011  | CF Florentia       | 15                 | 0                     | 22.10.2021      | 0 / 0 (2013, 2017)       |         |         |             |                 |            |
| Abwehr |                       |                |       |                    |                    |                       |                 |                          |         |         |             |                 |            |
| 13 | Elisa Bartoli         | 07.05.1991     | 2013  | AS Rom             | 76                 | 3                     | 01.07.2022      | 5 / 0 (2013, 2017)       | 3       |         |             |                 |            |
| 2 | Valentina Bergamaschi | 22.01.1997     | 2016  | AC Mailand         | 42                 | 5                     | 01.07.2022      |                          | 3       | 1       | 1           |                 |            |
| 17 | Lisa Boattin          | 03.05.1997     | 2014  | Juventus Turin     | 38                 | 0                     | 01.07.2022      |                          | 3       |         | 2           |                 |            |
| 16 | Lucia Di Guglielmo    | 26.06.1997     | 2021  | AS Rom             | 7                  | 0                     | 01.07.2022      |                          | 3       |         |             |                 |            |
| 15 | Maria Luisa Filangeri | 28.01.2000     | 2021  | US Sassuolo Calcio | 2                  | 0                     | 08.04.2022      |                          |         |         |             |                 |            |
| 3 | Sara Gama             | 27.03.1989     | 2006  | Juventus Turin     | 136                | 7                     | 12.04.2022      | 6 / 0 (2009, 2013, 2017) | 2       |         | 1           |                 |            |
| 23 | Martina Lenzini       | 23.07.1998     | 2020  | Juventus Turin     | 12                 | 0                     | 01.07.2022      |                          |         |         |             |                 |            |
| 5 | Elena Linari          | 15.04.1994     | 2013  | AS Rom             | 81                 | 4                     | 01.07.2022      | 3 / 0 (2017)             | 3       |         |             |                 |            |
| Mittelfeld |                       |                |       |                    |                    |                       |                 |                          |         |         |             |                 |            |
| 18 | Arianna Caruso        | 06.11.1999     | 2019  | Juventus Turin     | 20                 | 4                     | 01.07.2022      |                          | 3       |         |             |                 |            |
| 21 | Valentina Cernoia     | 22.06.1991     | 2013  | Juventus Turin     | 71                 | 14                    | 01.07.2022      | 1 / 0 (2017)             | 1       |         |             |                 |            |
| 4 | Aurora Galli          | 13.12.1996     | 2014  | FC Everton         | 56                 | 7                     | 01.07.2022      | 1 / 0 (2017)             | 1       |         |             |                 |            |
| 6 | Manuela Giugliano     | 18.08.1997     | 2014  | AS Rom             | 56                 | 6                     | 01.07.2022      | 2 (2017)                 | 2       |         |             |                 |            |
| 8 | Martina Rosucci       | 09.05.1992     | 2013  | Juventus Turin     | 70                 | 4                     | 01.07.2022      | 3 / 0 (2013, 2017)       | 3       |         |             |                 |            |
| 7 | Flaminia Simonetti    | 17.02.1997     | 2021  | Inter Mailand      | 3                  | 0                     | 01.07.2022      |                          | 3       |         | 1           |                 |            |
| Angriff |                       |                |       |                    |                    |                       |                 |                          |         |         |             |                 |            |
| 11 | Barbara Bonansea      | 13.06.1991     | 2012  | Juventus Turin     | 82                 | 30                    | 01.07.2022      | 3 / 0 (2017)             | 3       |         |             |                 |            |
| 14 | Agnese Bonfantini     | 04.07.1999     | 2019  | Juventus Turin     | 7                  | 0                     | 30.11.2021      |                          | 1       |         |             |                 |            |
| 19 | Valentina Giacinti    | 02.01.1994     | 2015  | AC Florenz         | 50                 | 18                    | 01.07.2022      |                          | 3       |         |             |                 |            |
| 10 | Cristiana Girelli     | 23.04.1990     | 2013  | Juventus Turin     | 89                 | 53                    | 01.07.2022      | 4 / 1 (2013, 2017)       | 3       |         |             |                 |            |
| 20 | Martina Piemonte      | 07.11.1997     | 2014  | AC Mailand         | 7                  | 1                     | 01.07.2022      |                          | 2       | 1       |             |                 |            |
| 9 | Daniela Sabatino      | 26.06.1985     | 2010  | AC Florenz         | 73                 | 33                    | 12.04.2022      | 2 / 2 (2017)             | 2       |         |             |                 |            |
| Positionen gemäß Angaben des italienischen Verbandes, die UEFA führt Valentina Bergamaschi als Mittelfeldspielerin. * Nummern bei der Endrunde * Stand: Juni 2025 *** Stand: Vor der EM **** kursiv: EM-Teilnahme ohne Einsatz |                       |                |       |                    |                    |                       |                 |                          |         |         |             |                 |            |

## Endrunde
Bei der Auslosung am 28. Oktober 2021 wurde Italien in die Gruppe mit Frankreich, Belgien und Island gelost. Gegen Belgien gewannen die Italienerinnen sechs von neun Spielen, spielten einmal remis und verloren zwei der drei letzten Spiele. Gegen Island konnte Italien dreimal gewinnen, drei Remis holen und verlor nur einmal. Gegen Frankreich gab es – je nach Zählweise der Verbände – elf bzw. 14 Siege (den letzten im Oktober 2000), sieben Remis und sechs bzw. sieben Niederlagen.

### Gruppenspiele
| Pl. | Land       | Sp. | S | U | N | Tore    | Diff. | Punkte |
| --- | ---------- | --- | - | - | - | ------- | ----- | ------ |
| 1.  | Frankreich | 3   | 2 | 1 | 0 | 008:300 | +5    | 07     |
| 2.  | Belgien    | 3   | 1 | 1 | 1 | 003:300 | ±0    | 04     |
| 3.  | Island     | 3   | 0 | 3 | 0 | 003:300 | ±0    | 03     |
| 4.  | Italien    | 3   | 0 | 1 | 2 | 002:700 | −5    | 01     |

|                                               |   |         |           |
| 10. Juli 2022 in Rotherham (New York Stadium) |   |         |           |
| Frankreich                                    | – | Italien | 5:1 (5:0) |
| 14. Juli 2022 in Rotherham (New York Stadium) |   |         |           |
| Italien                                       | – | Island  | 1:1 (0:1) |
| 18. Juli 2022 in Manchester (Academy Stadium) |   |         |           |
| Italien                                       | – | Belgien | 0:1 (0:0) |